# Language emotion impact analysis

## LEIA algoritmus
A LEIA algoritmus (Language-Emotion Impact Analysis) egy fejlett sentiment analízis módszer, amely a szövegek érzelmi hatásait vizsgálja. Az algoritmus célja, hogy gyorsan és pontosan azonosítja a szövegekben rejlő érzelmi hatásokat, miközben figyelmen kívül hagyja a szövegek kontextuális jelentését. A LEIA különösen a szövegek érzelmi tónusának automatikus elemzésére összpontosít, és képes osztályozni azokat az érzelmeket, amelyek a szövegben kifejeződnek.
A LEIA algoritmus elsődleges előnye, hogy gyors és költséghatékony megoldást kínál, mivel nem szükséges a szövegek komplex kontextuális és nyelvi struktúráját figyelembe venni. Ennek eredményeként az algoritmus képes valós időben, akár nagy mennyiségű szöveges adat esetén is, pontos érzelmi hatásokat generálni anélkül, hogy jelentősen növelnék az elemzés költségét.

## Működési elv
A LEIA algoritmus a szó szintű érzelemfelismerés elvén működik. Az algoritmus az egyes szavak érzelmi töltetét elemzi, és az adott szóhoz rendelt érzelmi hatás alapján az egész szövegre meghatároz egy átfogó érzelmi profilt. A LEIA nem veszi figyelembe a kontextuális jelentést, így például egy szó érzelmi hatása nem változik a mondatban betöltött szerepétől függően. Ez lehetővé teszi, hogy az algoritmus gyorsan feldolgozza a szövegeket, mivel nincs szükség a szavak környezetének vizsgálatára.

## Érzelmi hatások
A LEIA algoritmus jelenleg hat alapérzelmet képes azonosítani:
1. Boldogság
2. Szomorúság
3. Düh
4. Félelem
5. Meglepetés
6. Undor

A rendszer ezeket az érzelmeket egy-egy szóra vonatkoztatva értékeli, és a szövegben előforduló szavak alapján meghatározza a domináló érzelmi töltetet. Az algoritmus bővíthető újabb érzelmi hatásokkal, lehetővé téve a testreszabott elemzéseket és az igények szerinti finomhangolást.

## Előnyök
A LEIA algoritmus előnyei közé tartozik a gyorsaság és a költséghatékonyság. Mivel nem szükséges a szövegek kontextuális jelentésének értelmezése, az algoritmus képes az elemzéseket gyorsan elvégezni, ami különösen hasznos lehet nagy mennyiségű szöveg esetén. A LEIA rendkívül jól alkalmazható olyan alkalmazásokban, ahol a gyors, automatikus érzelemfelismerés kulcsfontosságú, mint például:
- Mentális egészségvédelmi alkalmazások – A LEIA algoritmus képes azonosítani a szövegekben rejlő negatív érzelmi hatásokat, és figyelmeztetni a felhasználót a potenciálisan káros tartalomra.
- Szövegelemző alkalmazások – Az algoritmus segíthet a szövegek érzelmi hatásának gyors és hatékony mérésében, például vásárlói vélemények elemzésében vagy közvélemény-kutatások során.

## Kapcsolódó fogalmak
- Sentiment analízis: A sentiment analízis a szövegek érzelmi töltetének azonosításának és osztályozásának folyamata. A LEIA algoritmus a sentiment analízis speciális alkalmazása, amely a szavak egyértelmű érzelmi hatásait elemzi.
- Érzelemfelismerés: Az érzelemfelismerés a gépi tanulás és a szövegelemzés technológiai területe, amely arra összpontosít, hogy azonosítsa és osztályozza az érzelmi állapotokat kifejező szövegeket. A LEIA algoritmus az érzelemfelismerés egy specializált változata.
- Gépi tanulás: A LEIA algoritmus működéséhez gépi tanulás technikák alkalmazására is szükség van. Az algoritmus a korábbi példák és adatminták alapján képes az érzelmi hatások azonosítására.
- Szöveganalízis: A LEIA algoritmus a szöveganalízis egyik esete, amely a szövegekben rejlő érzelmi hatások kutatásával foglalkozik.

## Alkalmazások
A LEIA algoritmus számos alkalmazásban hasznosítható, különösen azokban a területeken, ahol a szövegek érzelmi hatásainak azonosítása fontos szerepet játszik. A LEIA felhasználható a következő területeken:
- Mentális egészség és wellness – Az algoritmus segíthet a káros vagy negatív érzelmi hatású tartalom azonosításában, figyelmeztetve a felhasználót a potenciálisan veszélyes szövegekre.
- Vásárlói vélemények és közvéleménykutatás – A LEIA képes azonosítani a vásárlói véleményekben és más szövegekben található érzelmi hatásokat, segítve a vállalkozásokat a visszajelzések gyors és pontos értékelésében.
- Szöveges adatelemzés – Az algoritmus segítségével az adatkutatók és elemzők gyorsan kinyerhetik a szövegekben rejlő érzelmi információkat, amelyeket további kutatások és döntéshozatal során felhasználhatnak.